# Евангелие Гундохина
Евангелие Гундохи́на (фр. Évangéliaire de Gundohinus; Гундоги́нуса; Гундоги́на) — иллюминированный евангелиарий, приблизительно датируемый 754 годом, названный по имени создавшего его писца. Известен тем, что содержит одни из первых фигурных изображений во франкских рукописях. В настоящее время хранится в городской библиотеке Отёна, Франция (MS. 3).
Колофон рукописи на 186 листе содержит имя писца и указывает, что работа была выполнена в скриптории Возевио или Возевиума (Vosevio, Vosevium). Также там сказано, что рукопись была изготовлена на третий год царствования короля Пипина Короткого (751—768) по заказу придворной дамы Фаусты и Фукульфа, монаха монастыря Святой Марии и Святого Иоанна. Расположение Возевио точно не известно: возможно, это Люксёйское аббатство, ранее известное как Vosges или Vosego. Другие помещают Возевио близ Лаона или Отёна. Гундохин не был хорошо обученным художником и его владение унциальным письмом невелико, по его собственному признанию. Рукопись содержит 40 полностраничных миниатюр, наиболее известной из которых является изображение Христа во славе с херувимами, окружённые тетраморфом (f.12v). В конце рукописи нарисованы портреты четырёх евангелистов (f.186-188). Поскольку изображения из этого евангелиария являются практически единственными в этот период в государстве франков, их рассматривают в контексте иконоборческого движения в Византии и его франкского аналога.
Евангелие Гундохина существенно проигрывает по художественному исполнению другим аналогичным произведениям того же времени, Евангелию из Эхтернаха (начало VIII века), евангелиарию Святого Августина или Стокгольмскому Золотому кодексу. В сравнении с Евангелиарием Святого Августина известный искусствовед Эрвин Панофский назвал результаты в области повествовательной изобразительности Евангелия Гундохина «неудовлетворительными, если не сказать смехотворными» и сравнил их с творчеством детей и умалишённых. При этом, однако, согласно самому Панофскому, это его мнение не разделяется прочими современными историками искусства.